# 圣安娜-杜斯蒙蒂斯
圣安娜-杜斯蒙蒂斯是巴西米纳斯吉拉斯州的一个市镇。总面积196.437平方公里，总人口3989人，人口密度20.3人/平方公里。